# Pandanus
Pandanus (schroefpalm) is een geslacht van eenzaadlobbige planten. Het geslacht telt zo'n zevenhonderd soorten in de tropen van de Oude Wereld.
De groeivorm is heel typerend met veel wortels rondom de voet. Het blad wordt in Oceanië wel tot manden, matten, en dergelijke verwerkt. Van sommige soorten worden de vruchten gegeten. De bekendste en nuttigste soort zal Pandanus utilis zijn. Andere soorten zijn:
- Pandanus amaryllifolius
- Pandanus odorifer
- Pandanus tectorius

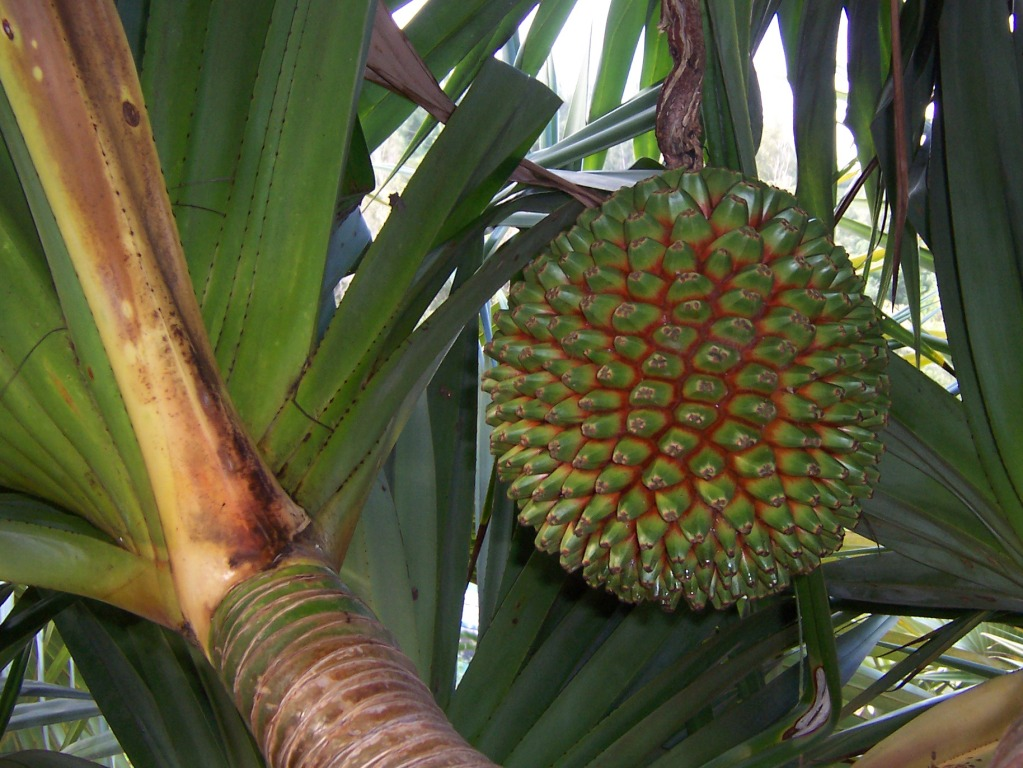
Vrucht van Pandanus utilis
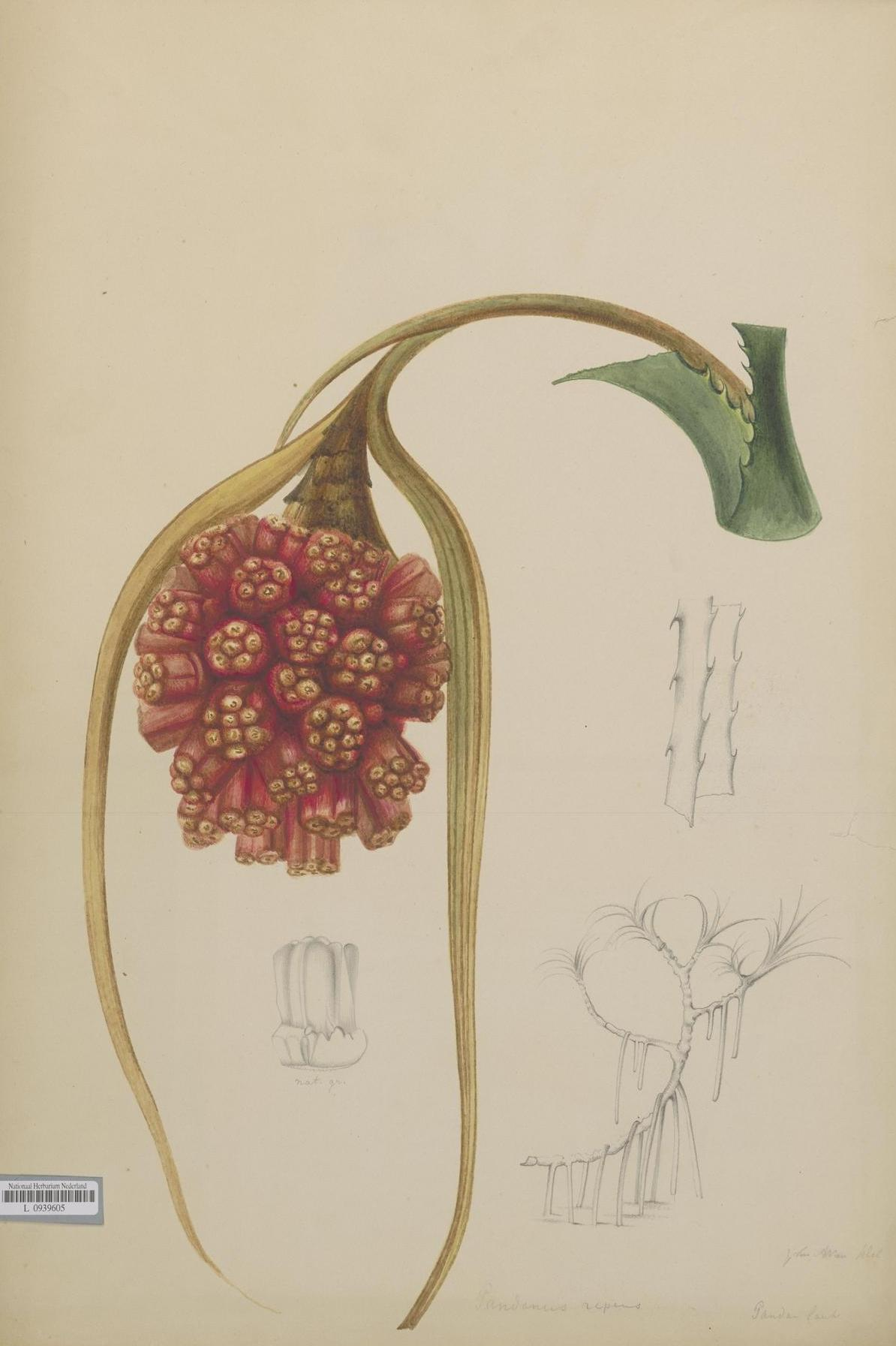
Pandanus repens, J. van Aken